# Olga Yamshchikova
Olga Nikolaevna Yamshchikova (em russo:  Ольга Николаевна Ямщикова; 1914–1982) foi uma aviadora e comandante de esquadrão de pilotos de caça soviético durante a Segunda Guerra Mundial, que se tornou numa piloto de teste após a guerra; ela foi creditada com até três vitórias aéreas na Segunda Guerra Mundial.

## Prémios
Segue-se uma lista dos prémios que obteve pela sua carreira:
- Ordem da Bandeira Vermelha do Trabalho (1960)
- Ordem da Guerra Patriótica 1.ª classe (1947)
- Duas Ordem da Estrela Vermelha (1943 e 1953)
- medalhas de campanha e jubileu